# サウロファガナクス
サウロファガナクスあるいはサウロファガナックス（学名 Saurophaganax「爬虫類を食べる王」の意味）は後期ジュラ紀(1億5500万年から1億5000万年前)に繁栄した獣脚類の属。アメリカオクラホマ州の後期ジュラ紀のモリソン層から産出された大型のアロサウルス科。疑問名。

全長約10.5メートル、体重は2.7～3.8トンと、ジュラ紀最大級の獣脚類である。一回り小さい程度に成長すると考えられているアロサウルスに極めて近縁であり、かつては同一視されていたが、血道弓の形状に差異が見られることから、現在では別属とする考えが主流であるが、一部の古生物学者はこれをアロサウルス（A. maximus）の種であると考えている。サウロファガナクスは、横突起の上の背側神経棘の基部にある水平な板と「肉切り」の山形を特徴とする非常に大型のアロサウルス科に相当する。

## 発見と命名

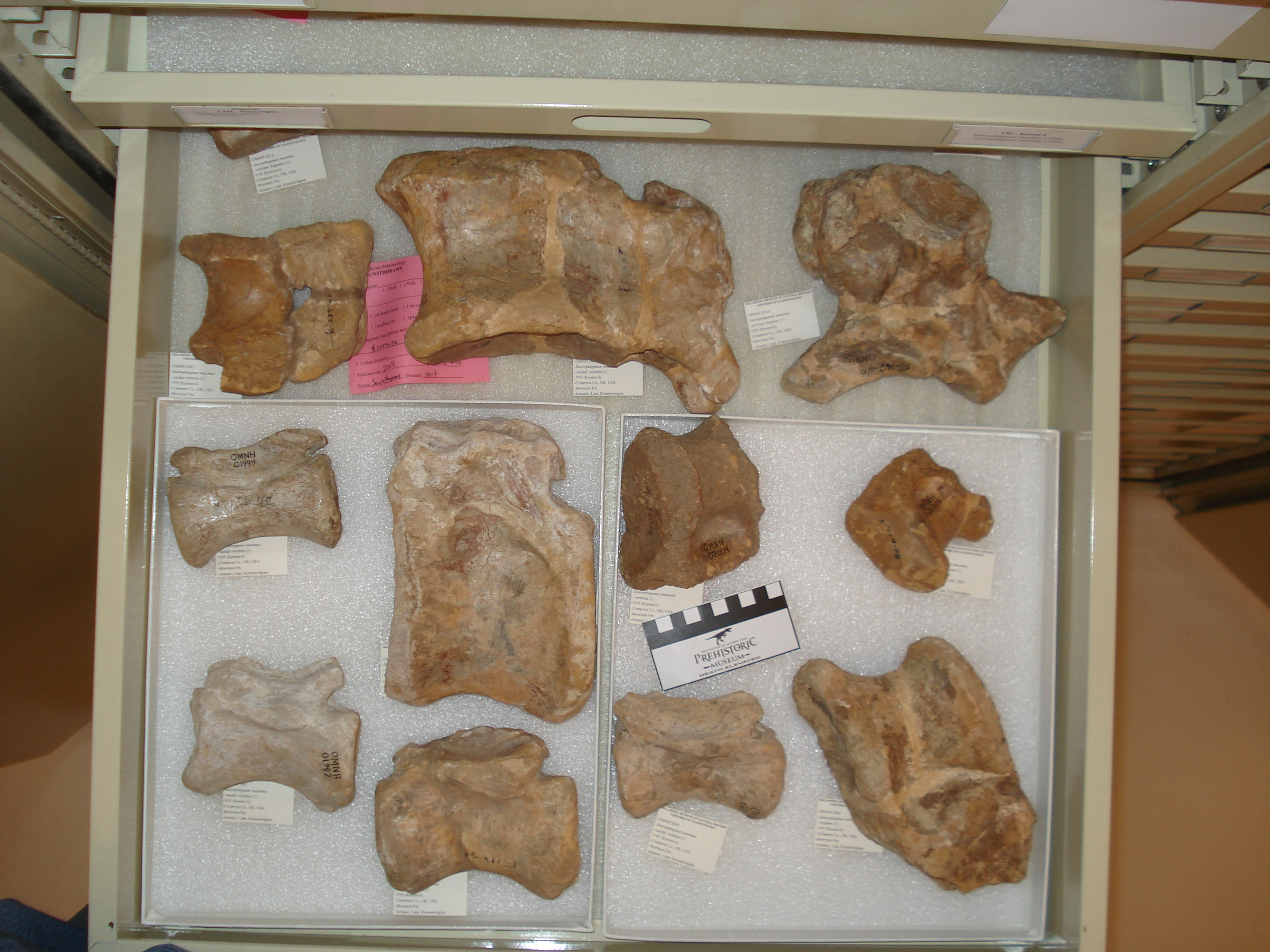
サウロファガナクスの椎骨の引き出し、オクラホマ自然史博物館

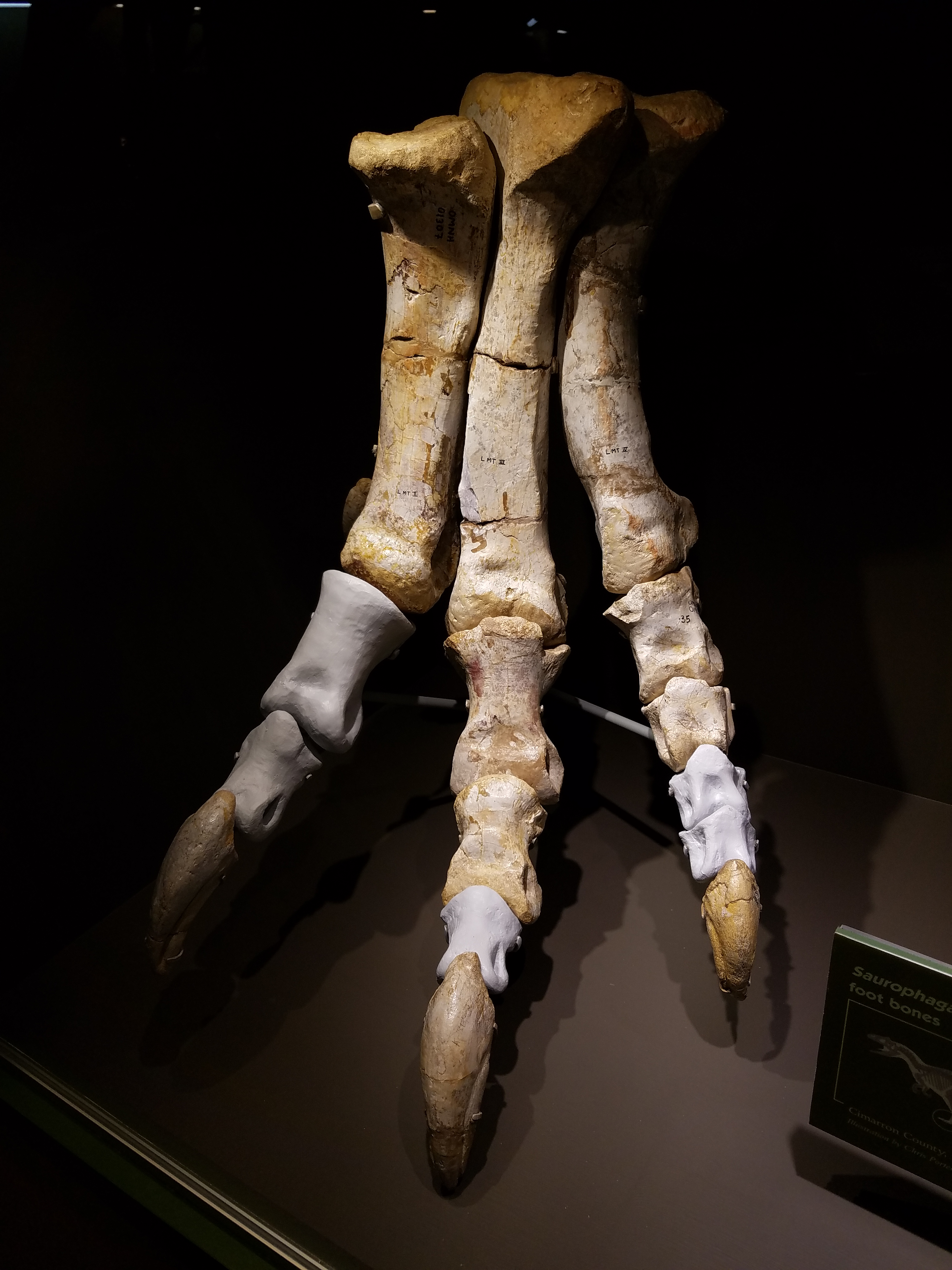
正面から見たサウロファガナクスの後ろ足

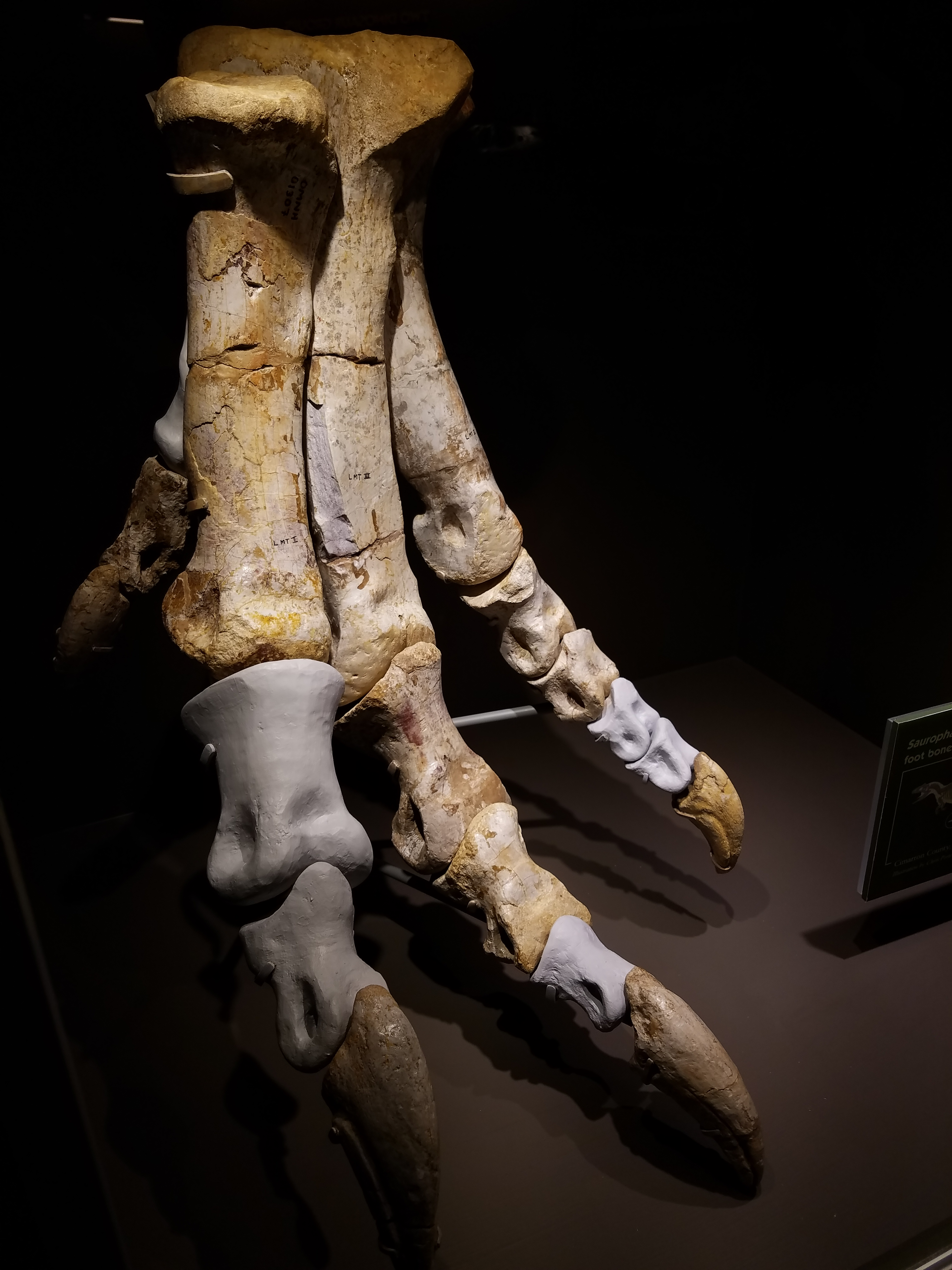
右側から見たサウロファガナクスの後ろ足

1931年と1932年に、ジョン・ウィリス・ストーヴァルは、オクラホマ州シマロン郡のケントン付近で、後期キンメリッジアンの地層から大型の獣脚類（サウロファガナクス）の化石を発見した。1941年、ジャーナリストのグレース・アーネスティーン・レイの記事でストヴァルによってこれらはサウロファグス・マクシムス（Saurophagus. maximus）と名付けた。属名はギリシャ語の σαυρος（サウロス）、「トカゲ」、φάγειν、ファージイン（「食べる」）に由来し、「トカゲを食う王」という意味。種小名である maximus はラテン語で「最大の」を意味する。属名の解説がなかったためこの名は裸名のままだったが，1987年にスペンサー・G・ルーカスはサウロファガスが裸名であることを知らずに誤って脛骨のOMNH 4666をレクトタイプとした。
その後、サウロファグスという名が先取されていたことが判明した。1831年にはすでにウィリアム・スウェインソンによって、タイランチョウ科にこの名が付けられていた。1995年、ダニエル・シューレは、以前の名前にギリシャ語の接尾語 -άναξ（「支配者」を意味するanax）を加えて、新しい属名をサウロファガナクス（爬虫類を食べる王）と命名した。また、シューレはOMNH 4666がアロサウルスとの同一種であることを発見したため、神経弓であるOMNH 01123をサウロファガナクスのホロタイプとした。サウロファガナクスは「サウロファグス」の名前を改名したものではない。非公式に「Saurophagus maximus」と名付けられた資料の多くは、アロサウルスと区別できる判別可能な化石は、シューレによって Saurophaganax maximus とされている。それらには少なくとも4つの関節が切断された骨が含まれている。
サウロファガナクスはオクラホマ州の公式のアメリカ産化石であり、サウロファガナクスの大きな骨格はサム・ノーブル・オクラホマ自然史博物館のジュラ紀ホールで観覧することが可能。最もよく知られているサウロファガナクスの材料はオクラホマ州の鍋の柄で発見されたが、サウロファガナクスの化石である可能性のあるNMMNH P-26083は、大腿骨、いくつかの尾椎、寛骨を含む部分骨格がニューメキシコ州北部で発見されている。

### アロサウルスとの関係

サウロファガナクスの同定には議論の余地がある。現在は独自した属として記載されているが、アロサウルスの一種であるアロサウルス・マクシムスとして記載される場合もある。2004年の基盤的堅尾類と、2012年のカラーノらによる堅尾類の包括的な分析では、サウロファガナクスを別個の属として認めた。ニューメキシコ州産のサウロファガナクスの化石の可能性により、サウロファガナクスの地位が明らかになる可能性がある。

## 説明

サウロファガナクス2種とヒトとの大きさの比較図

サウロファガナックスはモリソン層で発見された最大の肉食恐竜で、同時代のトルヴォサウルス・タンネリやアロサウルス・フラギリスよりも大きく、全長約10.5メートル、体重約2.7トン〜約3.8トンに達した。サウロファガナクスの生息した環境は、モリソン層のより下部よりも湿潤だが、半乾燥性ので雨季が少ない、開けた下流域の平原や森林に生息していた。獲物はより大型の竜脚類を獲物とし捕食した可能性がある。

## 古生態学

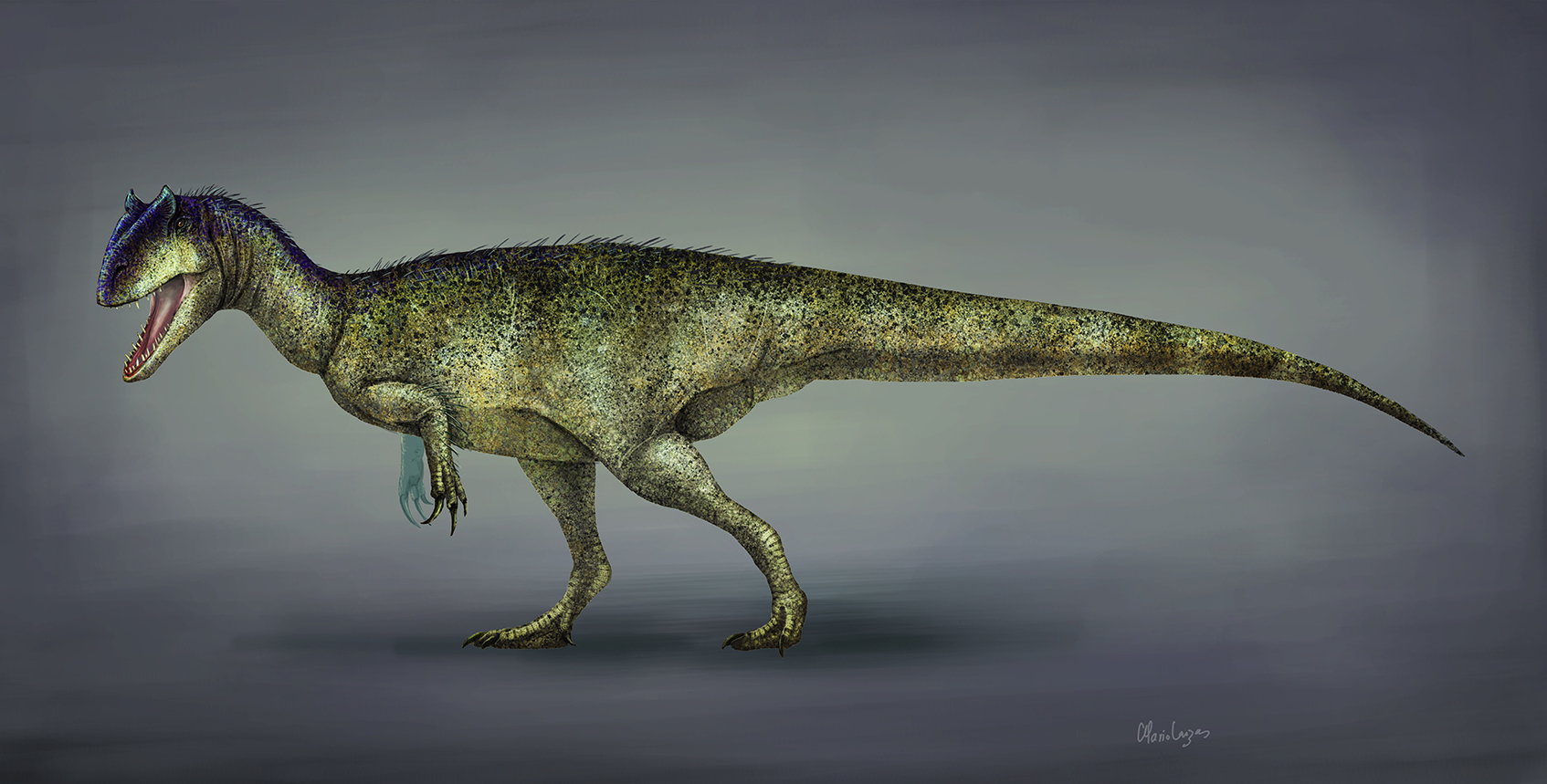
サウロファガナクスのパレオアート

モリソン層は一連の浅い海洋堆積物と沖積堆積物であり、放射年代測定によれば、モリソン層の底部は1億5630万年から、頂上部の1億4680万年前までの範囲にある。後期ジュラ紀の後期オックスフォーディアン、キンメリッジアン、チトニアン初期の段階。この地層は、雨季と乾季がはっきりとしたステップ気候であると解釈されている。恐竜が生息していたモリソン盆地は、ニューメキシコ州からアルバータ州、サスカチュワン州にまで広がり、ロッキー山脈のフロント山脈の前身が西に押し上げ始めたときに形成された。東向きの流域からの堆積物は小川や川によって運ばれ、沼地、湖、河道、氾濫原に堆積した。この地層は、ドイツのゾルンホーフェン石灰岩地層やタンザニアのテンダグル地層と年代が似ている。サウロファガナクスとして知られている化石（ニューメキシコ州産の可能性のある物質とオクラホマ州産の物質の両方）は、モリソン層の最新部分であるブラッシー盆地層から知られており、この属が常に珍しいものであったか、あるいはむしろ初期に出現したことを示唆している。発見された化石が珍しいため、その行動についてはわかっていない。

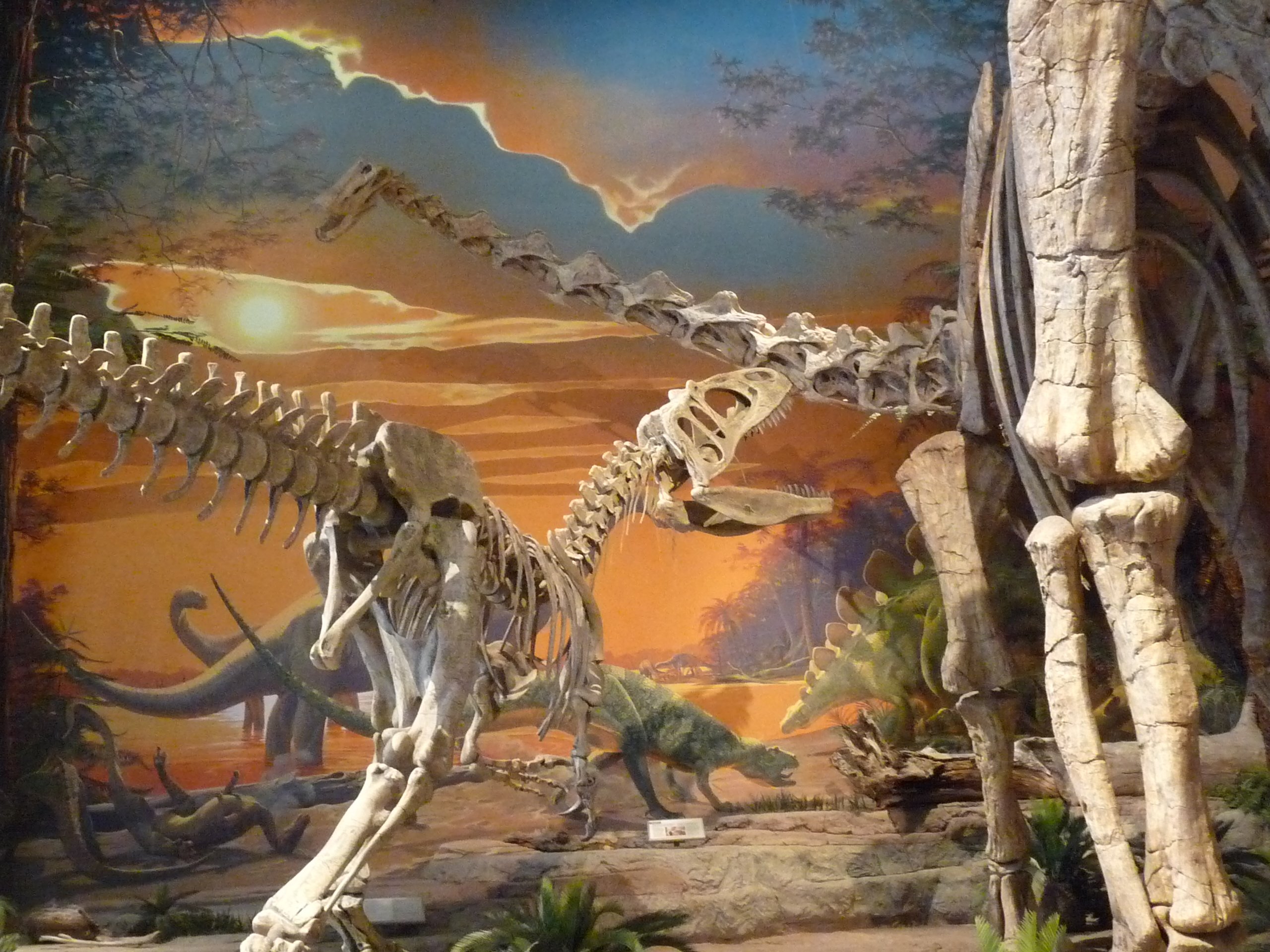
ニューメキシコ自然史・科学博物館のディプロドクスを攻撃する姿勢をとったサウロファガナクスの全身骨格

モリソン層は、バロサウルス、アパトサウルス、ブロントサウルス、カマラサウルス、ディプロドクス、ブラキオサウルスなどの巨大な竜脚類が支配していた環境と年代を記録している。サウロファガナクスと共存し、獲物となった可能性のある恐竜には、鳥盤類のカンプトサウルス、ドリオサウルス、ステゴサウルス、ナノサウルスが含まれる。この古環境の捕食者には、獣脚類のトルヴォサウルス、ケラトサウルス、マーショサウルス、ストケソサウルス、オルニトレステス、およびアロサウルスが含まれ、アロサウルスはそのうちの70%から75%を占め、モリソン食物連鎖の最上位の栄養段階にあった。この古環境を共有した他の脊椎動物には、条鰭類、エオバトラコスなどのカエル、有尾目、カメ、ムカシトカゲ目、トカゲ、ゴニオフォリスなどの陸生および水生のワニ形上目、ケポダクティルスのような数種の翼竜が含まれていた。この地域には、フルイタフォッソル、梁歯目、多丘歯目、シンメトロドン類、真三錐歯目などの初期の哺乳類が存在していた。この時代の植物相は、緑藻植物門、菌類、蘚類、トクサ属、ソテツ類、イチョウ属、およびいくつかの球果植物の化石によって明らかにされている。植生は川沿いの木生シダのシダ類（拠水林）から、アラウカリアにナンヨウスギ属などのブラキフィルムが時折見られるシダのサバナまで様々であった。オクラホマ州で、ストーバルはかなりの数のアパトサウルスの標本を発掘したが、これらはサウロファガナクスのような大型獣脚類の獲物の可能性があるものであった可能性がある。
アロサウルスとミモオラペルタの化石の噛み跡は、後期ジュラ紀のマイガット・ムーア採石場で摂食痕跡のある他の骨の中に混じって発見された。他のものとは異なり、これらは歯列の幅を決定するために測定された場合、歯と体のサイズの外挿を生成する縞模様を残しており、採石場からの骨学的遺物で知られる2つの大型捕食者であるアロサウルスまたはケラトサウルスの既知の標本よりも大きくなった。その代わり、外挿は、アロサウルスの異常に大きな標本、またはトルヴォサウルスやサウロファガナクスのような別の大型分類群のいずれかで一貫しているが、どちらも採石場からは知られていない。この結果は、魚類学的証拠のみに基づいてこの遺跡の既知の多様性を増加させるか、あるいはアロサウルスの共食いの強力な証拠を表すかのいずれかである。噛み跡のあるさまざまな骨格要素に関連する位置と栄養価に基づいて、ミモオラペルタは捕食されるか、死後すぐに漁られたのに対し、アロサウルスは死後しばらくしてから漁られたと推測されている。

## 2024年の再分類
Danisonらによる2024年の研究では、サウロファガナクスとされていた化石の再評価を行い、ディプロドクス科の竜脚類、アロサウルス属の未分類種（Allosaurus sp.）、新種アロサウルス・アナクス（Allosaurus anax）に割り当て直した。この研究により、サウロファガナクス属は疑問名とされた。

### 注
1. 1 2   ポール (2020), p.108